# كل شيء عن أمي (مسلسل)
كل شيء عن أمي (بالهانغل: 부탁해요, 엄마، وحرفياً: بُتاكْهايو أومَّا، وتعني: أرجوك يا أمي) هو مسلسل تلفزيوني من كوريا الجنوبية ابتدأ عرضه في 15 أغسطس 2015. المسلسل يُعرض على قناة KBS2 وهو من بطولة الممثلة يو جن والممثل إي سانغ أو.

## طاقم العمل
- البطولة:
  - يو جن بدور «إي جن أي».
  - إي سانغ أو بدور «كانغ هُن جاي».
- الممثلين المساعدين:
  - أسرة إي:
    - غو دو شم بدور «إم سان أوك» والدة «إي جن أي».
    - كم غاب سو بدور «إي دونغ تشُل» والد «إي جن أي».
    - أو من سوك بدور «إي هيونغ غيو» شقيق «إي جن أي» الأكبر.
    - تشوي تاي جن بدور «إي هيونغ سُن» شقيق «إي جن أي» الأصغر.

  - أسرة كانغ:
    - كم مي سك بدور «هوانغ يونغ سُن» والدة «كانغ هُن جاي».
    - هوانغ جونغ مِن بدور «يوم نان سك» قريبة «كانغ هُن جاي».